# Алан Костелецький
Алан Костелецький (англ. Alan Kostelecký) — фізик-теоретик, професор фізики при Університеті Індіани у Блумінгтоні. Він відомий своїми публікаціями в рамках Розширення стандартної моделі (загальної теорії відносності) в галузі фізики елементарних часток. Його вважають найбільшим авторитетом в галузі порушення симетрії простору-часу в світі.
Костелецький закінчив фізичний факультет Бристольського університету в 1977 році, а дисертацію (Ph.D.) захистив в Єльському університеті в 1982 році. Він був членом факультету університету Індіани з 1985 року.
В 1989 році Костелецький та його колеги продемонстрували існування анізотропії в моделях по теорії струн, а також запропонували нову версію стандартної моделі для елементарних часток (з врахуванням ефектів ЗТВ), яка сьогодні називається Розширення стандартної моделі, вона катаголізує різні шляхи в яких симетрія часу-простору може бути порушена. Слід відзначити, що Розширення стандартної моделі має параметри, які можуть бути підлаштовані під потреби моделі. На сьогодні дана концепція виступає як база для класичних тестів теорії відносності. Робоча гіпотеза Костелецького для можливої асиметрії часу-простору для масштабів 10−35 м, що по суті є довжиною масштабу Планка. Він отримав підтримку від декількох фізиків з різних галузей, таких як астрофізика та фізика елементарних часток для експериментального визначення присутності цієї асиметрії.
Костелецький разом з Самуелем Стюартом першими використали «модель Бумблібі» в теорії гравітації, як найпростішу для вивчення наслідків спонтанного порушення симетрії Лоренца.
Костелецький провів серію зустрічей по даній проблемі (Meetings on CPT and Lorentz Symmetry) в Університеті Індіани.
Костелецький став членом Американської асоціації сприяння розвитку науки (AAAS) в 2006 році, Американського фізичного товариства (APS) в 2004 році, а також членом англійського Інституту фізики в 2000 році. Він очолював комітет APS задля Heineman Prize та Pipkin award в 2005. Він отримав нагороду від Університету Індіани за відмінне навчання студентів в 1988 та 1992 роках, а також викладацьку нагороду Frederic Bachman Lieber в 1997, та нагороду Gravity Research Foundation двічі: в 1993 та 2005 роках

## Контраверза
Дійсно, наприкінці 1980-х років «теорія струн» була дуже популярною і модною. Незважаючи на те, що Дейтона Міллера вже давно забули, а його результати щодо «порушення симетрії простору-часу» (насправді, т.з. «ефірний вітер» навколо Землі, звели (з легкої руки Роберта Шенкланда) до тривіальної неточності вимірювальної апаратури), проте з появою експериментів Рональда Де Вітте(1991), який використовував «атомні годинники» для вимірювання затримки сигналів в радіочастотних кабелях, стало зрозуміло, що теорію відносності необхідно «рятувати». Зовсім випадково в рамках «теорії струн» виникала певна анізотропія, тому її і використали для «рятування» хоча б загальної теорії відносності. Основним противником Костелецького на сьогодні є Мауріціо Консолі(італійський фізик теоретик). У рамках його підходу сучасні результати, отримані на інтерферометрах з контролем часу атомними годинниками, елементарно переводяться в «форму Міллера», тобто — відносний рух Землі по орбіті навколо Сонця, та рух Сонячної системи навколо центру Галактики.